# アロウズ・A10
アロウズ・A10 (Arrows A10) は、アロウズが1987年、1988年のF1世界選手権参戦用に開発したフォーミュラ1カー。設計はロス・ブラウン。最高成績は3位。

## 開発の経緯
BMWが1986年をもってエンジン供給停止を発表したため、アロウズはメインスポンサーのUSF&Gと共に直4エンジンの供給継続を要請し、メガトロンのバッジネームで供給されることが決定した。メガトロンはUSF&Gのトップであるジョン・J・シュミットにより設立され、エンジンはスイスのエンジンチューナー、ハイニー・マーダーの手に完全に任されメンテナンスされる体制を作った。BMWはアロウズ（メガトロン）には一切携わらず、ブラバムに供給されるエンジンにのみ関わった。
ドライバーは4年在籍したティエリー・ブーツェンがベネトン・フォーミュラに移籍したため、ブラバムからデレック・ワーウィックが加入。出資者であるアメリカ企業USF&Gからの希望もありアメリカ人ドライバー、エディ・チーバーとコンビを組み、共に表彰台経験を持つ経験値重視のドライバー起用となった。

### 1987年シーズン
1987年はメインスポンサーに前年までサブスポンサーだったアメリカ企業USF&Gが就任し、前年までバークレイのベージュだったアロウズのチームカラーが明るい白へと変更された。
主任デザイナーが変わったことから、A10はアロウズの前型A9を継承していない全くの新型として作られたが、ロス・ブラウンの前作であるハース・ローラ・THL2とは似た全体的に低いスタイルを持ち、エンジンカウルの低さやその上に突き出すロールバーなどがTHL2より継承されている。フロントノーズはTHLと違って偏平なスタイリングとなり、前後の大きなウイングで直4ターボエンジンのパワーを活かすコンセプトであった。
ドライバーからはコーナリング性能も良好だったとするコメントが多く、ワーウィックは「シャシーはいい、エンジンにはもうちょっと頑張ってほしい（サンマリノGP）」、チーバーも「シャシーはパーフェクト。このマシンのハンドリングは本当に素晴らしいよ。エンジンのガスケットが少し弱いのが気がかり（モナコGP）」と述べA10を好評価した。第5戦デトロイトGPでもチーバーは二戦連続となる予選6位グリッドを獲得する速さを見せ、決勝でもベネトンのテオ・ファビ、ウィリアムズ・ホンダのネルソン・ピケを3位争い中に抜き去る（最終結果はウィング破損により6位）など、A10は力強いパフォーマンスを続けた。
翌年への準備としてイタリアGP前には2.5バール仕様のターボで実走テストを開始し、第12戦ポルトガルではフロントウィングとサスペンションダンパーに翌年仕様を先行して実戦投入した。第14戦メキシコGPではワーウィックが決勝でタイヤバリアに激しくぶつかるクラッシュに遭い、一時気を失うほど体に衝撃を受けたが、A10のカーボンモノコックがそれ以上のダメージを防いだ。ワーウィックはレース後「最終コーナーの途中で何かが壊れて、どんどんタイヤバリアへとマシンが向いはじめた瞬間はもう本当に死ぬかと思った。A10が頑丈なおかげで救われ、今こうして喋れてるんだ。」と感謝を述べた。
賞賛されたハイライトは、チーバーがマクラーレン・TAGのアラン・プロストと3位争いのバトルを披露し、ワーウィックもシフトリンケージが壊れるまで後方から迫るフェラーリのミケーレ・アルボレートの追走をしのぎ続ける好レースを展開したモナコGPと、イギリスGPの決勝レースで2台揃ってベネトンのティエリー・ブーツェンをバトルの末抜き去るのに成功し会場を沸かせたことだった。
メガトロン・エンジンのトラブルは多く、ワーウィックが5回、チーバーも5回エンジン（ターボ含む）トラブルでレースを失った。これは当初はアロウズのみが使うことになっていたメガトロン・ターボが、シーズン開幕後に急遽リジェにも供給されることになったことでチューンを担当するハイニ・マーダー（多数の自然吸気DFZエンジンのチューンも担当した）のマンパワーを越えてしまったこともその要因であった。
シーズン通算でアロウズ・A10は11ポイントを獲得し、コンストラクターズランキング7位となった。ワーウィックが3ポイント、チーバーが8ポイントを挙げた。予選対戦成績ではワーウィック9勝、チーバー7勝とほぼ互角であった。

### 1988年シーズン
1988年、多くのチームが翌年からのターボエンジン禁止に備えて3.5リッター自然吸気エンジンを搭載し、ターボ勢は数を減らしていた。その中でアロウズはレギュレーションによりターボ過給圧が2.5バールと制限が強められたメガトロン・ターボを積むA10Bで参戦した。
メガトロン・ターボエンジンは前年と違いアロウズのみの独占使用となった。フロントウィングはベネトンに似た1枚型でミニフラップが無いタイプが継続されたが、その角度と形状はよりベネトンに似たカイトウイングとなっていた。それ以外の、幅広の平べったいノーズやエンジンカウルなど外見上の変化は昨年からほぼ無く、カラーリングもリアウイング翼端板の柄に変更があっただけでUSF&Gのホワイトを基調とした。
開幕戦ブラジルから好調で、ワーウィックが3位になったロータス・ホンダのネルソン・ピケのすぐ背後に迫り4位に入賞。「2.5バール化された方がA10には合ってる。4バール仕様よりかなり扱いやすくなった。4年前に乗っていた最高のエンジン、ルノーV6ターボに乗っているような最高のフィーリングだった」とレース中のマシン状態を語り、シーズンへの期待が高まった。しかし第2戦が行われたイモラや、第11戦スパのような燃費に厳しいコースでメガトロン・直4ターボは苦しみ、最強エンジンとされたホンダ・V6ターボのような燃費に自信を持つターボエンジンとの性能差を痛感することとなった。
ターボチャージャーの最大過給圧が2.5バールに制限されたのを受けて、FIAより支給されたポップオフバルブが、規定の過給圧以下で開いてしまうトラブルも頻発し、レース終了後タンク内に燃料がまだかなり残っていたこともあったという。同様のトラブルは過給圧に制限が加えられた1987年から存在しており(当時は4バール規定であったが、中には3.2前後で開いてしまう粗悪なスプリングを使用したものもあった)、当時のライバルであったホンダ・エンジンやフェラーリ・エンジンはすでに解決を見ていたものの、メガトロン・エンジンはこの年のイタリアGP前後まで解決策を見出すことが出来なかった。
燃費をそれほど気にしなくても良いコースではターボ・パワーの有効性が活かされ、第4戦メキシコGPではワーウイックとチーバーがマクラーレン・ホンダの2台とフェラーリ2台に次ぐ位置でタイヤとタイヤが当たりあうような終始激しい5-6位争いを繰り広げ、0.4秒の微差で決着するダブル入賞を果たした。このバトルは賞賛され、ワーウィックも「チーバーとすごい接近戦が出来て、とても楽しかったよ。みんなはレースが終ったら二人で取っ組み合いを始めると思ってたらしいけどね!」と笑顔で語り、チーバーも「最高に楽しいバトルだった。こんなに充実感を得た楽しいレースは何年ぶりだろうか」とコメントし、A10Bのベストレースのひとつとなった。イタリアGPでは初日から抜群の最高速を出す好調さで、同年を席巻していたマクラーレン・ホンダより速い最高速を全セッションで記録しパドックの話題をさらった。予選結果でもマクラーレン・ホンダ、フェラーリに次ぎ3列目グリッドをA10Bの2台で確保し、ワーウィックは同シーズンのF1最高記録となる315.49km/hのトップスピードを残した。このラップは「ちょうどブーツェンのスリップを完璧に使えるタイミングになっていて、どこまで行ってしまうのかと思うくらい伸びた。最高のラップだった。」とその瞬間を述べている。予選でその速さを後ろから見たというフェラーリのアルボレートは「今回のアロウズには簡単に抜かれてしまったけど、あのエンジンが本当に2.5バールだったらかなり意外だ!」とのジョークでその速さを表現した。このイタリアGPは決勝もチーバーが3位となり表彰台に立ち、ワーウィックは0.582秒差の4位であった。
一方でテクニカルコースでA10Bは苦戦し、ハンガリーGPでは2台ともにブレーキに問題を抱え続け、リアのブレーキパッドを完全に使い切ってしまいリタイアしていたが、まだレースは60%も消化しておらず勝負権を持たなかった。
ワーウィックは17ポイントを挙げドライバーズランキング8位、チーバーは6ポイントで12位であった。予選対戦成績ではワーウィック12勝、チーバー4勝と特にシーズン後半はタイム差も大きくなっていた。チームはA10Bで前年より好調なシーズンとなり、計23ポイントを獲得。ロータス・ホンダを破ってのコンストラクターズランキング4位を獲得し成功と言えるシーズンとなった。ワーウィックはイタリアGPで、チーバーも最終戦オーストラリアGPでアロウズとの契約延長を発表。翌1989年も「いぶし銀コンビ」が継続されることが決まった。

## A10

### スペック

#### シャーシ
- シャーシ名 A10
- ホイールベース 2,743.2mm
- 前トレッド 1,803.4 mm
- 後トレッド 1,625.6 mm
- クラッチ AP
- タイヤ グッドイヤー

#### エンジン
- エンジン名 メガトロン（BMW）M12/13
- 気筒数 直列4気筒
- 排気量 1,500cc
- 最大馬力 920馬力
- スパークプラグ チャンピオン
- 燃料 ヴィンテルスハル
- 潤滑油 ヴィンテルスハル

### 記録
- コンストラクターズランキング6位。
- ドライバーズランキング16位（デレック・ワーウィック）
- ドライバーズランキング10位（エディ・チーバー）

## A10B

### スペック

#### シャーシ
- シャーシ名 A10B
- ホイールベース 2,730.4mm
- 前トレッド 1,803.4 mm
- 後トレッド 1,625.6 mm
- クラッチ AP
- タイヤ グッドイヤー

#### エンジン
- エンジン名 メガトロン（BMW）M12/13
- 気筒数 直列4気筒
- 排気量 1,500cc
- 最大馬力 650馬力
- スパークプラグ チャンピオン
- 燃料 ヴィンテルスハル
- 潤滑油 カストロール

### 記録
- コンストラクターズランキング4位。
- ドライバーズランキング7位（デレック・ワーウィック）
- ドライバーズランキング12位（エディ・チーバー）

## F1における全成績
(key) （太字はポールポジション）
| 年     | チーム/シャシー | エンジン               | タイヤ | ドライバー             | 1   | 2   | 3   | 4   | 5   | 6   | 7   | 8   | 9   | 10  | 11  | 12  | 13  | 14  | 15  | 16  | ポイント | 順位 |
| ------ | --------------- | ---------------------- | ------ | ---------------------- | --- | --- | --- | --- | --- | --- | --- | --- | --- | --- | --- | --- | --- | --- | --- | --- | -------- | ---- |
| 1987年 | アロウズ A10    | メガトロン S4TC S4 t/c | G      |                        | BRA | SMR | BEL | MON | DET | FRA | GBR | GER | HUN | AUT | ITA | POR | ESP | MEX | JPN | AUS | 11       | 7位  |
| 1987年 | アロウズ A10    | メガトロン S4TC S4 t/c | G      | デレック・ワーウィック | Ret | 11  | Ret | Ret | Ret | Ret | 5   | Ret | 6   | Ret | Ret | 13  | 10  | Ret | 10  | Ret | 11       | 7位  |
| 1987年 | アロウズ A10    | メガトロン S4TC S4 t/c | G      | エディ・チーバー       | Ret | Ret | 4   | Ret | 6   | Ret | Ret | Ret | 8   | Ret | Ret | 6   | 8   | 4   | 9   | Ret | 11       | 7位  |
| 1988年 | アロウズ A10B   | メガトロン L4T S4 t/c  | G      |                        | BRA | SMR | MON | MEX | CAN | DET | FRA | GBR | GER | HUN | BEL | ITA | POR | ESP | JPN | AUS | 23       | 5位  |
| 1988年 | アロウズ A10B   | メガトロン L4T S4 t/c  | G      | デレック・ワーウィック | 4   | 9   | 4   | 5   | 7   | Ret | Ret | 6   | 7   | Ret | 5   | 4   | 4   | Ret | Ret | Ret | 23       | 5位  |
| 1988年 | アロウズ A10B   | メガトロン L4T S4 t/c  | G      | エディ・チーバー       | 8   | 7   | Ret | 6   | Ret | Ret | 11  | 7   | 10  | Ret | 6   | 3   | Ret | Ret | Ret | Ret | 23       | 5位  |

## 参照
1. ↑  Arrows A10 Stats F1
2. ↑  Team & Driver アロウズ・メガトロン　FUJI TVオフィシャルF1ハンドブック 47-48頁 フジテレビ出版/扶桑社 1987年7月6日発行
3. ↑  パーフェクトファイル ARROWS　グランプリ・エクスプレス '87ブラジルGP号 20頁 山海堂 1987年4月30日発行
4. ↑  Close Up デレック・ワーウィック(アロウズ)　グランプリ・エクスプレス '87サンマリノGP号 6頁 1987年5月20日発行
5. ↑  Close Up エディ・チーバー(アロウズ)　グランプリ・エクスプレス '87モナコGP号 4頁 1987年6月15日発行
6. ↑  RACE　LIVE　グランプリ・エクスプレス '87デトロイトGP号 4-5頁 1987年7月10日発行
7. ↑  TECHNICAL FILE イモラでワーウィックが2.5バールのメガトロンをテスト開始　グランプリ・エクスプレス '87イタリアGP号 5頁 1987年9月25日発行
8. ↑  大クラッシュでレースは中断　グランプリ・エクスプレス '87メキシコGP号 4-5頁 1987年11月5日発行
9. ↑  レース中盤の主役はアロウズの2台　グランプリ・エクスプレス '87モナコGP号 7頁 1987年6月15日発行
10. ↑  RACE 波乱起きる後方集団　グランプリ・エクスプレス '87イギリスGP号 6-7頁 1987年8月5日発行
11. ↑  '88全チーム紹介 USF&G ARROWS　グランプリ・エクスプレス '88開幕直前GP号 36頁 1988年4月8日発行
12. ↑  USF&G Arrows Megatron　F1日本グランプリ公式プログラム 43頁 鈴鹿サーキットランド 1988年10月発行
13. ↑  速さはあるが悩むアロウズ　グランプリ・エクスプレス '88ブラジルGP号 26頁 1988年4月23日発行
14. ↑  LIVE REPORT アロウズは燃費の悪さで7位と9位に入るのがやっと　グランプリ・エクスプレス '88サンマリノGP号 7頁 1988年5月23日発行
15. ↑  LIVE REPORT 明暗を分けたターボ勢　グランプリ・エクスプレス '88メキシコGP号 5頁・7頁 1988年6月18日発行
16. ↑  予選LIVE REPORT ア然とするアロウズの速さ　グランプリ・エクスプレス '88イタリアGP号 25頁 1988年10月1日発行
17. ↑  来年のアロウズは体制現状維持が決定　グランプリ・エクスプレス '88オーストラリアGP号 29頁 1988年12月3日発行